# روبن بيرد
روبن بيرد (بالإنجليزية: Robin Beard)‏ هو ضابط وسياسي أمريكي، ولد في 21 أغسطس 1939 في نوكسفيل في الولايات المتحدة، وتوفي في 16 يونيو 2007 في تشارلستون في الولايات المتحدة. حزبياً، نشط في الحزب الجمهوري. وقد انتخب عضو مجلس النواب الأمريكي.